# Sonnenstein

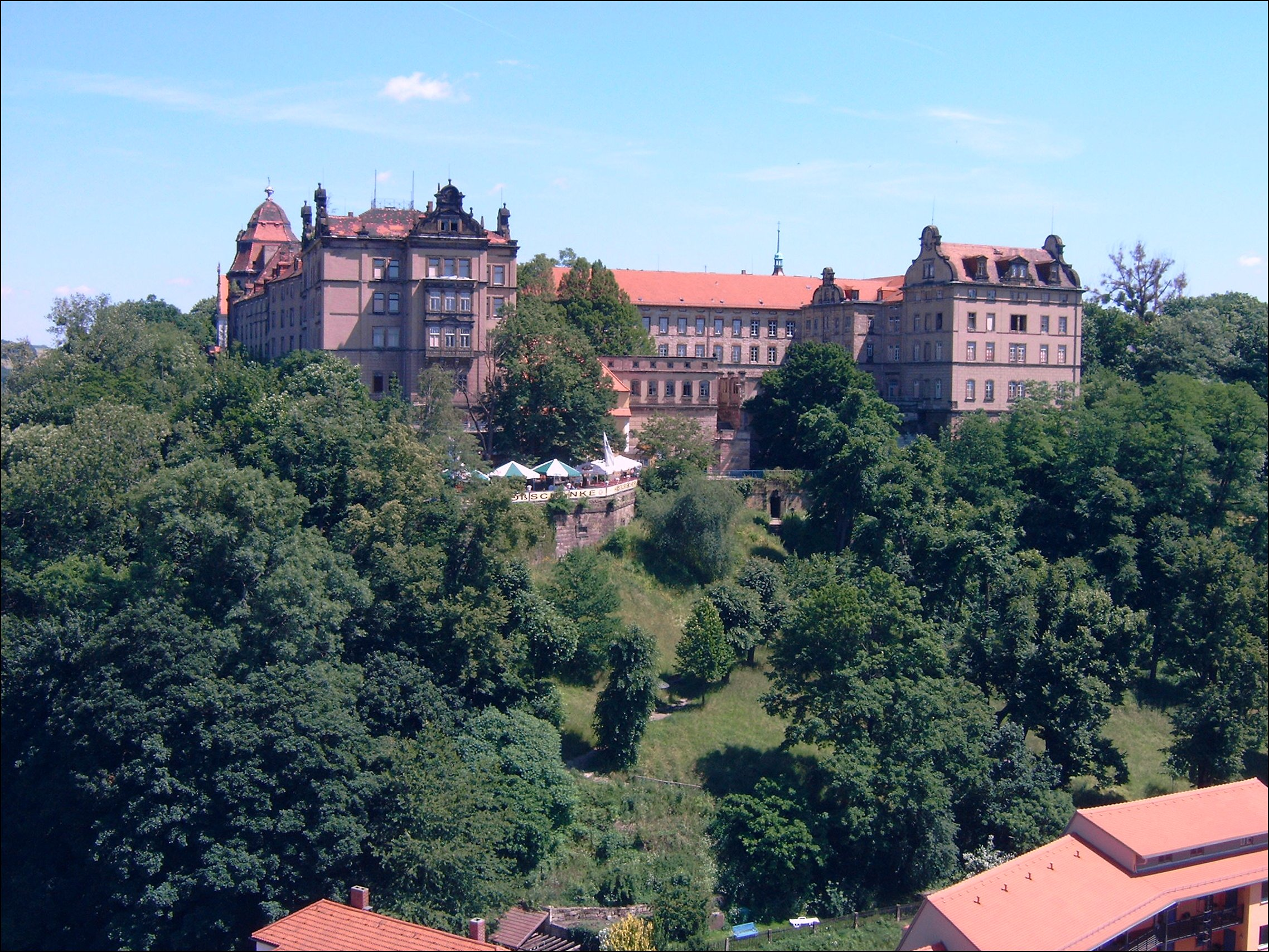
Schloss Sonnenstein.

Sonnenstein eller Schloss Sonnenstein är en före detta fästning i staden Pirna i Sachsen i östra Tyskland.
Under andra världskriget inrättade nazisterna ett av sina ”eutanasiinstitut”, officiellt benämnt Tötungsanstalt Pirna-Sonnenstein, i slottsbyggnaden. Mellan juni 1940 och september 1941 mördades här 13 720 handikappade och psykiskt sjuka personer inom ramen för Aktion T4. Två av de ansvariga för massmordet var Werner Heyde och Paul Nitsche.